# 鄧讓 (宣德進士)
鄧讓（1402年—？），字敏巽，江西吉安府廬陵縣人，明朝政治人物。進士出身。

## 生平
江西鄉試第七名。宣德五年（1430年）丁丑科會試第二十九名，殿試登進士第二甲第三十四名。

## 家族
曾祖父鄧仁山，曾任元石城教諭。祖父鄧用文。父亲鄧順吾。